# Seznam dílů seriálu Dům z karet
Toto je seznam dílů seriálu Dům z karet. Americký televizní seriál Dům z karet měl premiéru přes streamovací službu Netflix. V hlavních rolích účinkují Kevin Spacey a Robin Wright. První série seriálu je založena na motivy BBC seriálu se stejným názvem. V ČR seriál vysílá od 13. ledna 2016 na ČT2.

## Přehled řad
| Řada | Díly | Premiéra na Netflixu | Premiéra v ČR  | Premiéra v ČR      |
| Řada | Díly | Premiéra na Netflixu | První díl      | Poslední díl       |
| ---- | ---- | -------------------- | -------------- | ------------------ |
| 1    | 13   | 1. února 2013        | 13. ledna 2016 | 5. dubna 2016      |
| 2    | 13   | 14. února 2014       | 12. dubna 2016 | 28. června 2016    |
| 3    | 13   | 27. února 2015       | 25. dubna 2017 | 28. června 2017    |
| 4    | 13   | 4. března 2016       | 23. ledna 2018 | 1. května 2018     |
| 5    | 13   | 30. května 2017      | 4. září 2018   | 27. listopadu 2018 |
| 6    | 8    | 2. listopadu 2018    | bude oznámeno  | bude oznámeno      |

## Seznam dílů

### První řada (2013)
| Č. v seriálu | Č. v řadě | Původní název | Český název  | Režie             | Scénář                                 | Premiéra na Netflixu | Premiéra v ČR   |
| ------------ | --------- | ------------- | ------------ | ----------------- | -------------------------------------- | -------------------- | --------------- |
| 1            | 1         | Chapter 1     | 1. kapitola  | David Fincher     | Beau Willimon                          | 1. února 2013        | 13. ledna 2016  |
| 2            | 2         | Chapter 2     | 2. kapitola  | David Fincher     | Beau Willimon                          | 1. února 2013        | 20. ledna 2016  |
| 3            | 3         | Chapter 3     | 3. kapitola  | James Foley       | Keith Huff, Beau Willimon              | 1. února 2013        | 27. ledna 2016  |
| 4            | 4         | Chapter 4     | 4. kapitola  | James Foley       | Rick Cleveland, Beau Willimon          | 1. února 2013        | 2. února 2016   |
| 5            | 5         | Chapter 5     | 5. kapitola  | Joel Schumacher   | Sarah Treem                            | 1. února 2013        | 2. února 2016   |
| 6            | 6         | Chapter 6     | 6. kapitola  | Joel Schumacher   | Sam Forman                             | 1. února 2013        | 9. února 2016   |
| 7            | 7         | Chapter 7     | 7. kapitola  | Charles McDougall | Kate Barnow, Beau Willimon             | 1. února 2013        | 23. února 2016  |
| 8            | 8         | Chapter 8     | 8. kapitola  | Charles McDougall | Beau Willimon                          | 1. února 2013        | 1. března 2016  |
| 9            | 9         | Chapter 9     | 9. kapitola  | James Foley       | Beau Willimon, Rick Cleveland          | 1. února 2013        | 8. března 2016  |
| 10           | 10        | Chapter 10    | 10. kapitola | Carl Franklin     | Sarah Treem                            | 1. února 2013        | 15. března 2016 |
| 11           | 11        | Chapter 11    | 11. kapitola | Carl Franklin     | Keith Huff, Kate Barnow, Beau Willimon | 1. února 2013        | 22. března 2016 |
| 12           | 12        | Chapter 12    | 12. kapitola | Allen Coulter     | Gina Gionfriddo, Beau Willimon         | 1. února 2013        | 29. března 2016 |
| 13           | 13        | Chapter 13    | 13. kapitola | Allen Coulter     | Beau Willimon                          | 1. února 2013        | 5. dubna 2016   |

### Druhá řada (2014)
| Č. v seriálu | Č. v řadě | Původní název | Český název  | Režie         | Scénář                         | Premiéra na Netflixu | Premiéra v ČR   |
| ------------ | --------- | ------------- | ------------ | ------------- | ------------------------------ | -------------------- | --------------- |
| 14           | 1         | Chapter 14    | 14. kapitola | Carl Franklin | Beau Willimon                  | 14. února 2014       | 12. dubna 2016  |
| 15           | 2         | Chapter 15    | 15. kapitola | Carl Franklin | Beau Willimon                  | 14. února 2014       | 19. dubna 2016  |
| 16           | 3         | Chapter 16    | 16. kapitola | James Foley   | Bill Cain                      | 14. února 2014       | 26. dubna 2016  |
| 17           | 4         | Chapter 17    | 17. kapitola | James Foley   | Laura Eason                    | 14. února 2014       | 3. května 2016  |
| 18           | 5         | Chapter 18    | 18. kapitola | John Coles    | Kenneth Lin                    | 14. února 2014       | 10. května 2016 |
| 19           | 6         | Chapter 19    | 19. kapitola | John Coles    | John Mankiewicz                | 14. února 2014       | 17. května 2016 |
| 20           | 7         | Chapter 20    | 20. kapitola | James Foley   | Bill Kennedy                   | 14. února 2014       | 24. května 2016 |
| 21           | 8         | Chapter 21    | 21. kapitola | James Foley   | David Manson                   | 14. února 2014       | 31. května 2016 |
| 22           | 9         | Chapter 22    | 22. kapitola | Jodie Foster  | Beau Willimon                  | 14. února 2014       | 7. června 2016  |
| 23           | 10        | Chapter 23    | 23. kapitola | Robin Wright  | Laura Eason, Beau Willimon     | 14. února 2014       | 14. června 2016 |
| 24           | 11        | Chapter 24    | 24. kapitola | John Coles    | John Mankiewicz, Beau Willimon | 14. února 2014       | 21. června 2016 |
| 25           | 12        | Chapter 25    | 25. kapitola | James Foley   | Beau Willimon                  | 14. února 2014       | 28. června 2016 |
| 26           | 13        | Chapter 26    | 26. kapitola | James Foley   | Beau Willimon                  | 14. února 2014       | 28. června 2016 |

### Třetí řada (2015)
| Č. v seriálu | Č. v řadě | Původní název | Český název  | Režie             | Scénář               | Premiéra na Netflixu | Premiéra v ČR   |
| ------------ | --------- | ------------- | ------------ | ----------------- | -------------------- | -------------------- | --------------- |
| 27           | 1         | Chapter 27    | 27. kapitola | John David Coles  | Beau Willimon        | 27. února 2015       | 25. dubna 2017  |
| 28           | 2         | Chapter 28    | 28. kapitola | John David Coles  | John Mankiewicz      | 27. února 2015       | 2. května 2017  |
| 29           | 3         | Chapter 29    | 29. kapitola | Tucker Gates      | Frank Pugliese       | 27. února 2015       | 9. května 2017  |
| 30           | 4         | Chapter 30    | 30. kapitola | Tucker Gates      | Laura Eason          | 27. února 2015       | 16. května 2017 |
| 31           | 5         | Chapter 31    | 31. kapitola | James Foley       | Kenneth Lin          | 27. února 2015       | 23. května 2017 |
| 32           | 6         | Chapter 32    | 32. kapitola | James Foley       | Mellisa James Gibson | 27. února 2015       | 30. května 2017 |
| 33           | 7         | Chapter 33    | 33. kapitola | John Dahl         | Beau Willimon        | 27. února 2015       | 6. června 2017  |
| 34           | 8         | Chapter 34    | 34. kapitola | John Dahl         | Bill Kennedy         | 27. února 2015       | 13. června 2017 |
| 35           | 9         | Chapter 35    | 35. kapitola | Robin Wright      | John Mankiewicz      | 27. února 2015       | 13. června 2017 |
| 36           | 10        | Chapter 36    | 36. kapitola | Agnieszka Holland | Frank Pugliese       | 27. února 2015       | 20. června 2017 |
| 37           | 11        | Chapter 37    | 37. kapitola | Agnieszka Holland | Mellisa James Gibson | 27. února 2015       | 20. června 2017 |
| 38           | 12        | Chapter 38    | 38. kapitola | Robin Wright      | Beau Willimon        | 27. února 2015       | 27. června 2017 |
| 39           | 13        | Chapter 39    | 39. kapitola | James Foley       | Beau Willimon        | 27. února 2015       | 27. června 2017 |

### Čtvrtá řada (2016)
| Č. v seriálu | Č. v řadě | Původní název | Český název  | Režie            | Scénář                            | Premiéra na Netflixu | Premiéra v ČR   |
| ------------ | --------- | ------------- | ------------ | ---------------- | --------------------------------- | -------------------- | --------------- |
| 40           | 1         | Chapter 40    | 40. kapitola | Tucker Gates     | Beau Willimon                     | 4. března 2016       | 23. ledna 2018  |
| 41           | 2         | Chapter 41    | 41. kapitola | Tucker Gates     | Mellisa James Gibson              | 4. března 2016       | 30. ledna 2018  |
| 42           | 3         | Chapter 42    | 42. kapitola | Robin Wright     | Frank Pugliese                    | 4. března 2016       | 6. února 2018   |
| 43           | 4         | Chapter 43    | 43. kapitola | Robin Wright     | John Mankiewicz                   | 4. března 2016       | 27. února 2018  |
| 44           | 5         | Chapter 44    | 44. kapitola | Tom Shankland    | Mellisa James Gibson              | 4. března 2016       | 6. března 2018  |
| 45           | 6         | Chapter 45    | 45. kapitola | Tom Shankland    | Laura Eason                       | 4. března 2016       | 13. března 2018 |
| 46           | 7         | Chapter 46    | 46. kapitola | Tom Shankland    | Bill Kennedy                      | 4. března 2016       | 20. března 2018 |
| 47           | 8         | Chapter 47    | 47. kapitola | Alex Graves      | John Mankiewicz                   | 4. března 2016       | 27. března 2018 |
| 48           | 9         | Chapter 48    | 48. kapitola | Robin Wright     | Frank Pugliese                    | 4. března 2016       | 3. dubna 2018   |
| 49           | 10        | Chapter 49    | 49. kapitola | Robin Wright     | Mellisa James Gibson, Kenneth Lin | 4. března 2016       | 10. dubna 2018  |
| 50           | 11        | Chapter 50    | 50. kapitola | Kari Skogland    | Tian Jun Gu                       | 4. března 2016       | 17. dubna 2018  |
| 51           | 12        | Chapter 51    | 51. kapitola | Jakob Verbruggen | Laura Eason, Bill Kennedy         | 4. března 2016       | 24. dubna 2018  |
| 52           | 13        | Chapter 52    | 52. kapitola | Jakob Verbruggen | Beau Willimon                     | 4. března 2016       | 1. května 2018  |

### Pátá řada (2017)
| Č. v seriálu | Č. v řadě | Původní název | Český název  | Režie             | Scénář                                | Premiéra na Netflixu | Premiéra v ČR      |
| ------------ | --------- | ------------- | ------------ | ----------------- | ------------------------------------- | -------------------- | ------------------ |
| 53           | 1         | Chapter 53    | 53. kapitola | Daniel Minahan    | Frank Pugliese                        | 30. května 2017      | 4. září 2018       |
| 54           | 2         | Chapter 54    | 54. kapitola | Daniel Minahan    | Melissa James Gibson                  | 30. května 2017      | 11. září 2018      |
| 55           | 3         | Chapter 55    | 55. kapitola | Alik Sakharov     | John Mankiewicz                       | 30. května 2017      | 18. září 2018      |
| 56           | 4         | Chapter 56    | 56. kapitola | Alik Sakharov     | Kenneth Lin                           | 30. května 2017      | 25. září 2018      |
| 57           | 5         | Chapter 57    | 57. kapitola | Michael Morris    | Laura Eason                           | 30. května 2017      | 2. října 2018      |
| 58           | 6         | Chapter 58    | 58. kapitola | Michael Morris    | Bill Kennedy                          | 30. května 2017      | 9. října 2018      |
| 59           | 7         | Chapter 59    | 59. kapitola | Alik Sakharov     | Tian Jun Gu                           | 30. května 2017      | 16. října 2018     |
| 60           | 8         | Chapter 60    | 60. kapitola | Roxann Dawson     | John Mankiewicz                       | 30. května 2017      | 23. října 2018     |
| 61           | 9         | Chapter 61    | 61. kapitola | Roxann Dawson     | Bill Kennedy                          | 30. května 2017      | 30. října 2018     |
| 62           | 10        | Chapter 62    | 62. kapitola | Agnieszka Holland | Kenneth Lin                           | 30. května 2017      | 6. listopadu 2018  |
| 63           | 11        | Chapter 63    | 63. kapitola | Agnieszka Holland | Laura Eason                           | 30. května 2017      | 13. listopadu 2018 |
| 64           | 12        | Chapter 64    | 64. kapitola | Robin Wright      | Frank Pugliese a Melissa James Gibson | 30. května 2017      | 20. listopadu 2018 |
| 65           | 13        | Chapter 65    | 65. kapitola | Robin Wright      | Melissa James Gibson a Frank Pugliese | 30. května 2017      | 27. listopadu 2018 |

### Šestá řada (2018)
Dne 30. října 2017 společnost Netflix oznámila, že šestá řada bude finální a její premiéra se uskuteční v roce 2018. O den později však bylo oznámeno, že se zastavuje produkce šesté řady na dobu neurčitou, nebyla však úplně zrušena. Stalo se tak po obvinění představitele hlavní role Kevina Spaceyho ze sexuálního obtěžování nezletilého chlapce. Dne 3. listopadu 2017 bylo Netflixem oznámeno, že Kevin Spacey se nebude podílet na natáčení závěrečné řady.
| Č. v seriálu | Č. v řadě | Původní název | Český název  | Režie            | Scénář                                | Premiéra na Netflixu | Premiéra v ČR |
| ------------ | --------- | ------------- | ------------ | ---------------- | ------------------------------------- | -------------------- | ------------- |
| 66           | 1         | Chapter 66    | 66. kapitola | Alik Sakharov    | Melissa James Gibson a Frank Pugliese | 2. listopadu 2018    | bude oznámeno |
| 67           | 2         | Chapter 67    | 67. kapitola | Ami Canaan Mann  | Frank Pugliese a Melissa James Gibson | 2. listopadu 2018    | bude oznámeno |
| 68           | 3         | Chapter 68    | 68. kapitola | Stacie Passon    | Charlotte Stoudt a Sharon Hoffman     | 2. listopadu 2018    | bude oznámeno |
| 69           | 4         | Chapter 69    | 69. kapitola | Ernest Dickerson | Jerome Hairston a Tian Jun Gu         | 2. listopadu 2018    | bude oznámeno |
| 70           | 5         | Chapter 70    | 70. kapitola | Thomas Schlamme  | Jason Horwitch a Charlotte Stoudt     | 2. listopadu 2018    | bude oznámeno |
| 71           | 6         | Chapter 71    | 71. kapitola | Louise Friedberg | Jason Horwitch a Jerome Hairston      | 2. listopadu 2018    | bude oznámeno |
| 72           | 7         | Chapter 72    | 72. kapitola | Alik Sakharov    | Melissa James Gibson a Frank Pugliese | 2. listopadu 2018    | bude oznámeno |
| 73           | 8         | Chapter 73    | 73. kapitola | Robin Wright     | Frank Pugliese a Melissa James Gibson | 2. listopadu 2018    | bude oznámeno |